# Flotilha de Constantinopla
A Flotilha de Constantinopla foi uma formação da Marinha Imperial Alemã, criada para executar uma campanha de U-boot contra os aliados no Mar Mediterrâneo e no Mar Negro, durante a Primeira Guerra Mundial. Além disso, serviu para dar suporte ao aliado alemão, o Império Otomano. Apesar do nome oficial, a Divisão Mediterrânea (U-boote der Mittelmeer in Konstantinopel), ele executou poucas missões lá, focando sua atenção no Mar Negro. 
A Flotilha de Constantinopla tinha a força máxima de 11 U-boot, mas como as condições comerciais não eram muito favoráveis no Mar Negro, a flotilha não teve muito sucesso em seus três anos de operação. Em três anos de operação, a frota afundou navios num total de 117,093 GRT. 14 U-boot serviram a Flotilha Constantinopla; 6 deles foram perdidos durante as operações. 
Em 1917, a flotilha foi unificada com a Flotilha Pola, ficando sob o comando do líder U-boot Mediterrâneo (Führer der U-boote im Mittelmeer); a unidade foi renomeada como Meia Flotilha de Constantinopla (U-Halbflotille Konstantinopel).
Em 1918, com o colapso do Impérios Centrais, os U-boot foram afundados pela própria marinha alemã ou fugiram para se juntar aos navios da Flotilha Pola, em sua evacuação para a Alemanha.